# Mistrzostwa Europy w Wioślarstwie 2009 – czwórka bez sternika mężczyzn
Czwórka bez sternika mężczyzn (M4-) – konkurencja rozgrywana podczas Mistrzostw Europy w Wioślarstwie 2009 w Brześciu między 18 a 20 września.

## Harmonogram konkurencji
| Wydarzenie                  | Runda      |
| --------------------------- | ---------- |
| Piątek, 18 września 2009    | Eliminacje |
| Sobota, 19 września 2009    | Repasaże   |
| Niedziela, 20 września 2009 | Finał B    |
| Niedziela, 20 września 2009 | Finał A    |

## Medaliści
| Złoto                                                                                | Srebro                                                                  | Brąz |
| Grecja · Janis Tsamis · Stergios Papachristos · Jeorjos Dzialas · Pawlos Gawriilidis | Czechy · Jan Gruber · Jakub Makovička · Milan Bruncvík · Michal Horváth | Hiszpania · Pedro Rodríguez Aragón · Pau Vela Maggi · Marcelino García Cortés · Noe Guzman Del Castillo |

## Wyniki

### Eliminacje
Reguła kwalifikacji: 1 → FA, 2.. → R

#### Eliminacje 1
| Miejsce | Zawodnik                                                                              | Kraj      | Czas    | Uwagi |
| ------- | ------------------------------------------------------------------------------------- | --------- | ------- | ----- |
| 1       | Jan Gruber Jakub Makovička Milan Bruncvík Michal Horváth                              | Czechy    | 6:05,87 | FA    |
| 2       | Pedro Rodríguez Aragón Pau Vela Maggi Marcelino García Cortés Noe Guzman Del Castillo | Hiszpania | 6:08,29 | R     |
| 3       | Ionut Minea Andrei Radion Ionel Strungaru Marius Luchian                              | Rumunia   | 6:12,93 | R     |
| 4       | Janis Tsamis Stergios Papachristos Jeorjos Dzialas Pawlos Gawriilidis                 | Grecja    | 6:17,77 | R     |
| 5       | Ryszard Ablewski Piotr Juszczak Zbigniew Schodowski Miłosław Kędzierski               | Polska    | 6:21,60 | R     |
| 6       | Aleksandr Paladuta Evgeni Poleakov Evgheni Goreacicovschi Dmitri Bezdetnii            | Mołdawia  | 6:45,46 | R     |

#### Eliminacje 2
| Miejsce | Zawodnik                                                             | Kraj      | Czas    | Uwagi |
| ------- | -------------------------------------------------------------------- | --------- | ------- | ----- |
| 1       | Wadzim Lalin Andrej Dziamjanienka Jauhien Nosau Alaksandr Kazubouski | Białoruś  | 6:10,82 | FA    |
| 2       | Andrij Kozyr Andrij Iwanczuk Iwan Tymko Artem Moroz                  | Ukraina   | 6:13,60 | R     |
| 3       | Nenad Bedik Predrag Lackov Miloš Čudić Igor Perzić                   | Serbia    | 6:15,46 | R     |
| 4       | Stjepan Pirić Vjekoslav Kolobarić Toni Bilan Bojan Malić             | Chorwacja | 6:17,88 | R     |
| 5       | Matevž Kaiser Marko Grace Blaž Velcl Rok Gradišnik                   | Słowenia  | 6:24,97 | R     |

### Repasaże
Reguła kwalifikacji: 1-2 → FA, 3... → FB

#### Repasaże 1
| Miejsce | Zawodnik                                                                              | Kraj      | Czas    | Uwagi |
| ------- | ------------------------------------------------------------------------------------- | --------- | ------- | ----- |
| 1       | Pedro Rodríguez Aragón Pau Vela Maggi Marcelino García Cortés Noe Guzman Del Castillo | Hiszpania | 6:03,95 | FA    |
| 2       | Janis Tsamis Stergios Papachristos Jeorjos Dzialas Pawlos Gawriilidis                 | Grecja    | 6:07,04 | FA    |
| 3       | Nenad Bedik Predrag Lackov Miloš Čudić Igor Perzić                                    | Serbia    | 6:13,01 | FB    |
| 4       | Matevž Kaiser Marko Grace Blaž Velcl Rok Gradišnik                                    | Słowenia  | 6:22,38 | FB    |
| 5       | Aleksandr Paladuta Evgeni Poleakov Evgheni Goreacicovschi Dmitri Bezdetnii            | Mołdawia  | 6:40,46 | FB    |

#### Repasaże 2
| Miejsce | Zawodnik                                                                | Kraj      | Czas    | Uwagi |
| ------- | ----------------------------------------------------------------------- | --------- | ------- | ----- |
| 1       | Andrij Kozyr Andrij Iwanczuk Iwan Tymko Artem Moroz                     | Ukraina   | 6:06,48 | FA    |
| 2       | Ionut Minea Andrei Radion Ionel Strungaru Marius Luchian                | Rumunia   | 6:07,49 | FA    |
| 3       | Ryszard Ablewski Piotr Juszczak Zbigniew Schodowski Miłosław Kędzierski | Polska    | 6:10,83 | FB    |
| 4       | Stjepan Pirić Vjekoslav Kolobarić Toni Bilan Bojan Malić                | Chorwacja | 6:12,46 | FB    |

### Finał B
| Miejsce | Zawodnik                                                                   | Kraj      | Czas    | Uwagi |
| ------- | -------------------------------------------------------------------------- | --------- | ------- | ----- |
| 1       | Nenad Bedik Predrag Lackov Miloš Čudić Igor Perzić                         | Serbia    | 6:12,96 |       |
| 2       | Matevž Kaiser Marko Grace Blaž Velcl Rok Gradišnik                         | Słowenia  | 6:15,57 |       |
| 3       | Ryszard Ablewski Piotr Juszczak Zbigniew Schodowski Miłosław Kędzierski    | Polska    | 6:19,66 |       |
| 4       | Stjepan Pirić Vjekoslav Kolobarić Toni Bilan Bojan Malić                   | Chorwacja | 6:22,03 |       |
| 5       | Aleksandr Paladuta Evgeni Poleakov Evgheni Goreacicovschi Dmitri Bezdetnii | Mołdawia  | 6:47,08 |       |

### Finał A
| Miejsce | Zawodnik                                                                              | Kraj      | Czas    | Uwagi |
| ------- | ------------------------------------------------------------------------------------- | --------- | ------- | ----- |
|         | Janis Tsamis Stergios Papachristos Jeorjos Dzialas Pawlos Gawriilidis                 | Grecja    | 6:06,84 |       |
|         | Jan Gruber Jakub Makovička Milan Bruncvík Michal Horváth                              | Czechy    | 6:07,45 |       |
|         | Pedro Rodríguez Aragón Pau Vela Maggi Marcelino García Cortés Noe Guzman Del Castillo | Hiszpania | 6:09,74 |       |
| 4       | Andrij Kozyr Andrij Iwanczuk Iwan Tymko Artem Moroz                                   | Ukraina   | 6:14,09 |       |
| 5       | Ionut Minea Andrei Radion Ionel Strungaru Marius Luchian                              | Rumunia   | 6:15,19 |       |
| 6       | Wadzim Lalin Andrej Dziamjanienka Jauhien Nosau Alaksandr Kazubouski                  | Białoruś  | 6:15,45 |       |